# Ragnhildsborgs gård

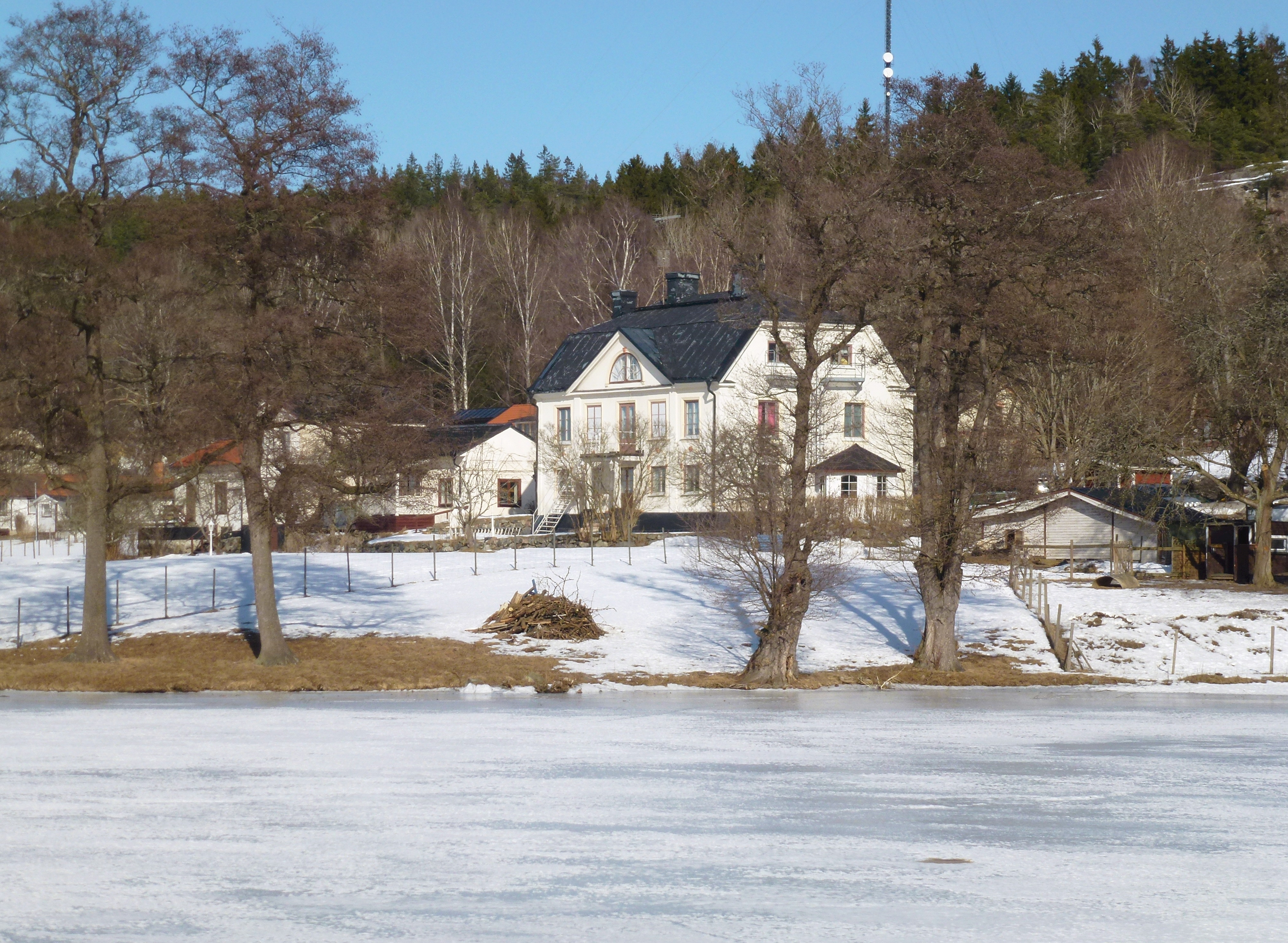
Ragnhildsborgs gård, mars 2013.

Ragnhildsborgs gård  (äldre namn Hushagen) är en herrgård vid östra sidan av Linasundet i Södertälje kommun. Området hörde tidigare till Västertälje socken. Hushagen är skriftligt dokumenterat sedan 1580. Nuvarande huvudbyggnad uppfördes under 1830-talet. Norr och söder om Ragnhildsborgs gård fanns två tegelbruk. På det södra tillverkades Sveriges första kalkcementtegel. Strax öster om gården ligger skidanläggningen Ragnhildsborgsbacken. Enligt Södertälje kommun har området ”ett kulturhistoriskt värde i sin historiska funktion tillhörande riksadministrationen med närhet till den medeltida borgen Täljehus”.

## Tidig historia
Området kring Linasundet var av strategisk betydelse redan under tidig medeltid. Här låg borgen Telge hus som uppfördes under 1300-talet. Den första borgen brändes ner 1445 och ny  uppfördes 1448 som förföll under 1500-talet.

## Gårdens historik

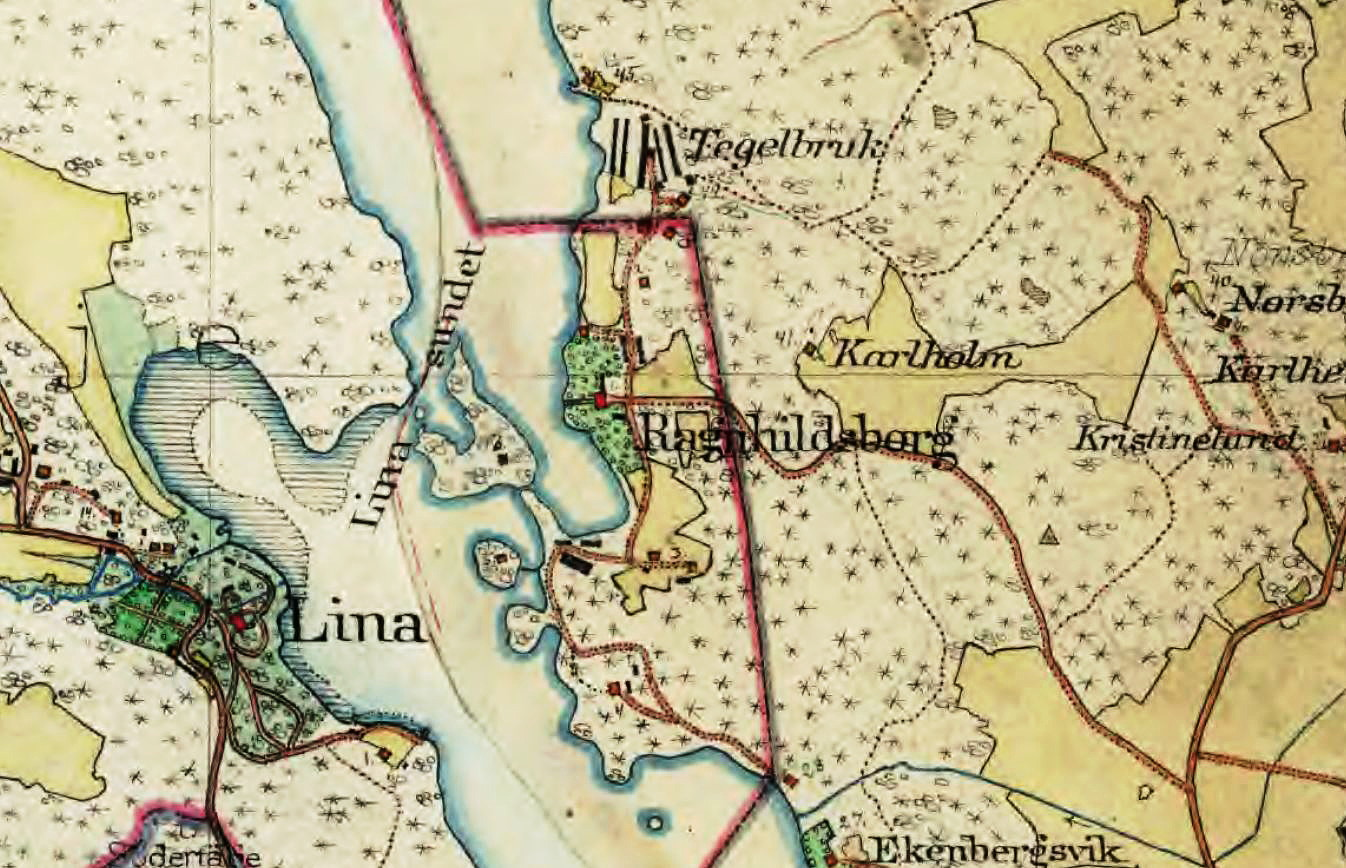
Gårdarna Ragnhildsborg och Lina på Häradsekonomiska kartan 1901.

Den ursprungliga gården Hushagen är skriftlig dokumenterad sedan 1580. Då ingick gården i hushållet för riksadministrationen. Namnet Ragnhildsborg härrör från 1800-talet och anknyter till närbelägna Telge hus, även kallat Ragnhildsborg, som i sin tur är benämnd efter Södertäljes skyddshelgon Ragnhild av Tälje.
Nuvarande huvudbyggnad uppfördes under 1830-talet i klassicistisk arkitekturstil. Byggnaden är ett tvåvånings reveterat hus som mäter cirka 16x11 meter i plan. Mot öst finns ett framskjutande trapphus i mittpartiet med mått 7x4 meter. Taket är brutet och övre takfallet vid gavlarna är valmat. Idag är taket täckt med plåt. Den södra flygeln är från tidigt 1800-tal men utbyggd på 1940-talet. Den norra längans mittparti är från 1850-talet. Stallet är sannolikt uppfört under tidigt 1900-tal.

## Ragnhildsborgs tegelbruk och kalksandstensfabrik

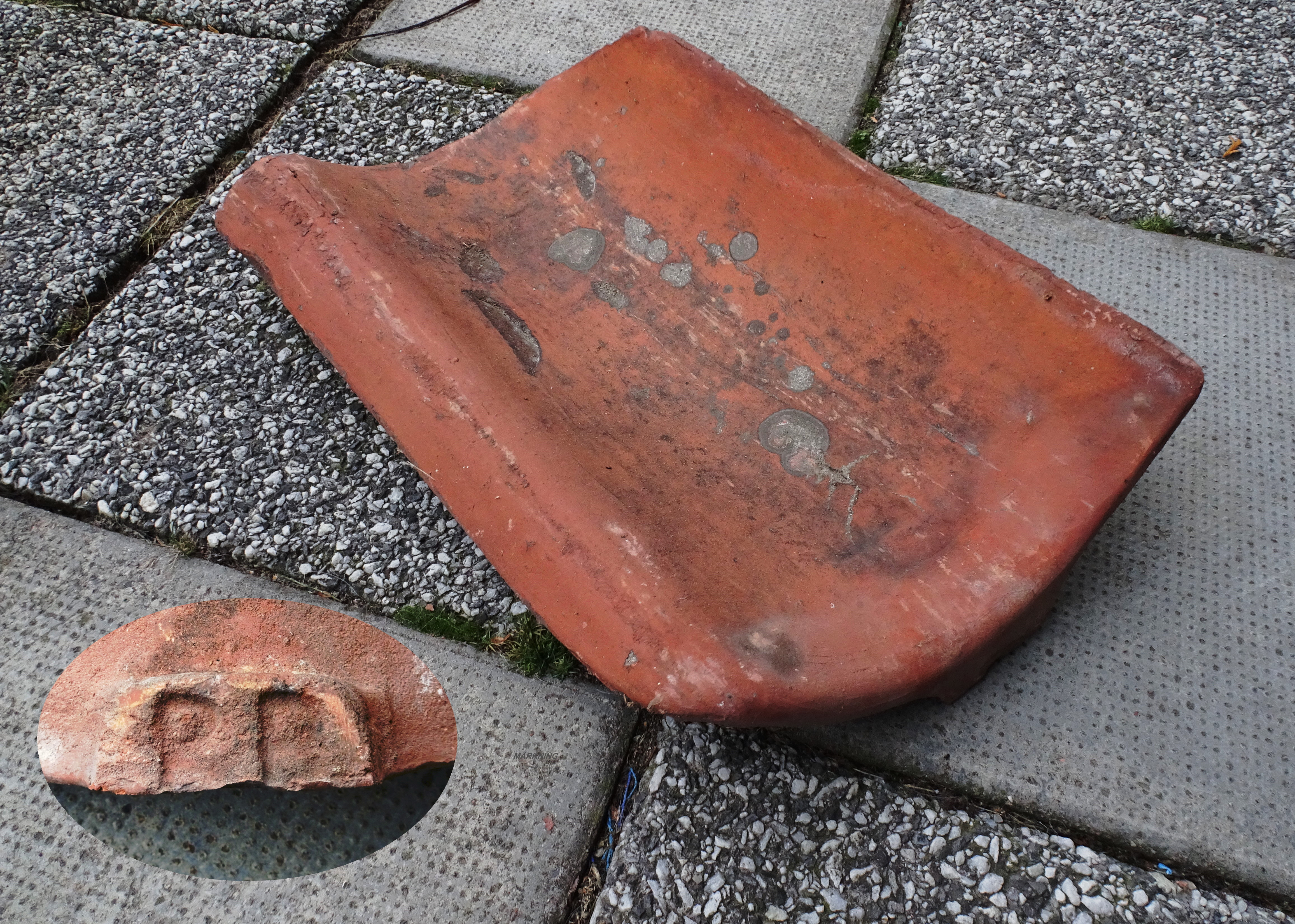
En takpanna från Ragnhildsborgs tegelbruk, märkning på klacken "RB".

Längs Södertäljeviken anlades ett flertal tegelbruk, bland dem Lina tegelbruk, Kiholms tegelbruk och tegelbruket vid Viksbergs gård. Här fanns gott om lerförekomster och transportmöjligheter på Mälaren. Stockholm var huvudmarknad. Vid gården Hushagen (senare Ranghildsborgs gård) anlades reden år 1775 ett tegelbruk norr om gården, där nu Mälarbadet ligger. Bruket var till en början ett rent gårdsbruk och hade två produktionsplatser. Det ena lades ned vid sekelskiftet 1900, medan det andra lades ned efter år 1939. De tillverkade stora mängder taktegel som ansågs vara deras specialitet. Klacken är stämplad på baksidan med RB.
Det södra tegelbruket låg i anslutning till Ragnhildsborgs varv (numera Skepparklubben i Södertälje) och var i produktion från tidigt 1800-tal till  1930-talet. Här tillverkades från och med år 1900 bland annat kalkcementtegel (även kallad kalksandsten), en av gårdens byggnader (ett stall) är uppförd i ett sådant tegel. Produktionen av kalkcementtegel var ny i Sverige och här började den första tillverkningen i landet. Det var en helt annan tillverkningsprocess än den för lerteglet. Kalksandstenen ånghärdas istället för att brännas. År 1902 anlades en fabrik i Visby och omkring 1904 anlades en fabrik i Lomma Tegelfabrik i Lomma. Den ljusgråa stenen blev snabbt populär och användes gärna i industribyggnader, exempelvis är de första byggnaderna i Enskede slakthus (uppfört 1906–1912) byggda av kalksandsten. Produktionen i Ragnhildsborgs tegelbruk och kalksandstensfabrik var omfattande och lades ner först på 1930-talet. 
Under sent 1800-tal byggdes ett cirka två kilometer långt decauvillespår (ett flyttbart järnvägsspår) mellan Brunnsäng och tegelbruken. Norr om det nuvarande varvsområdet låg arbetarbostäder för tegel- och senare även för varvsarbetarna. Varvet anlades kring sent 1800- eller tidigt 1900-tal som ett pråmvarv till Karta & Oaxens Kalkbruk.

## Bilder

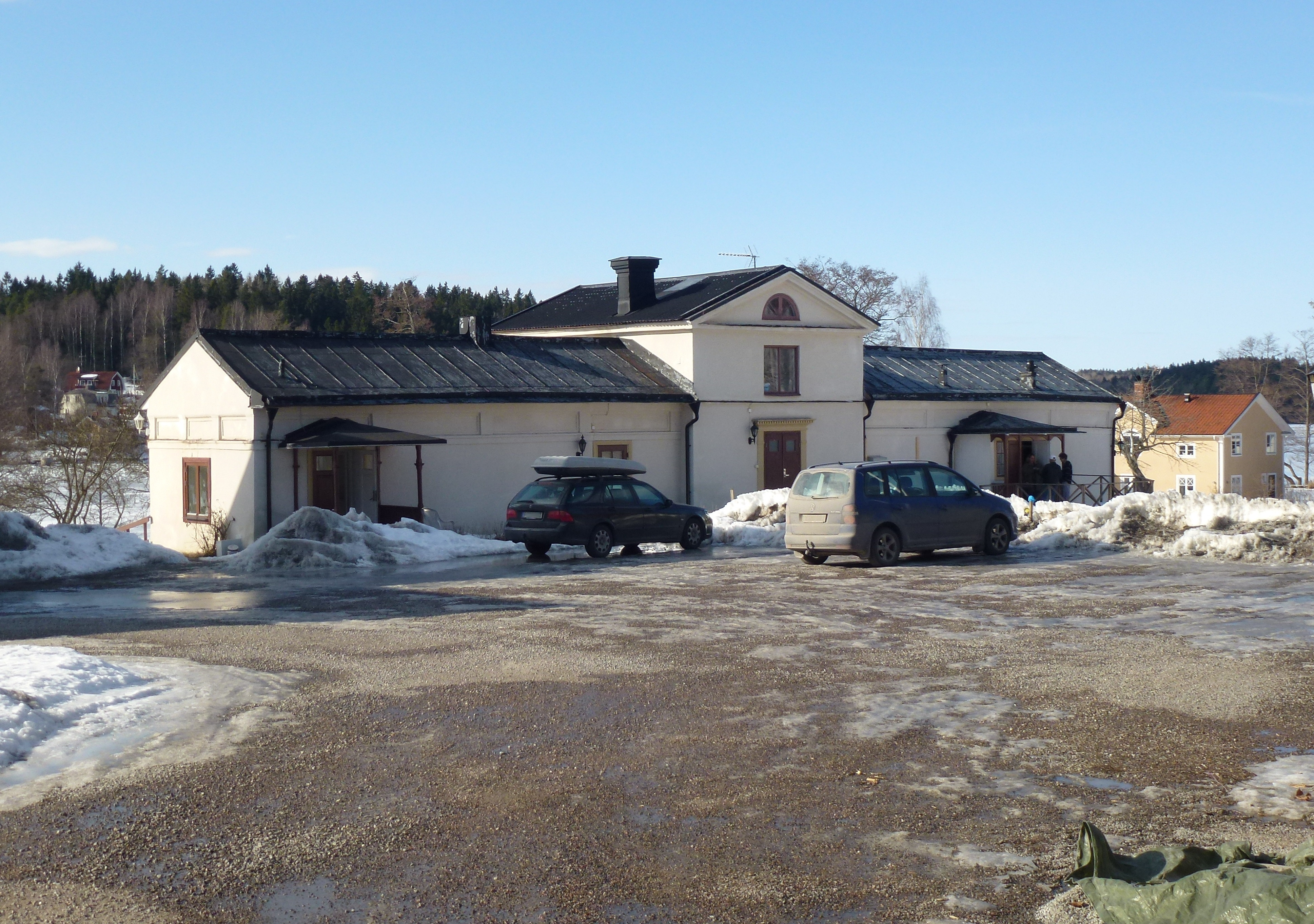
Norra flygeln mot öst
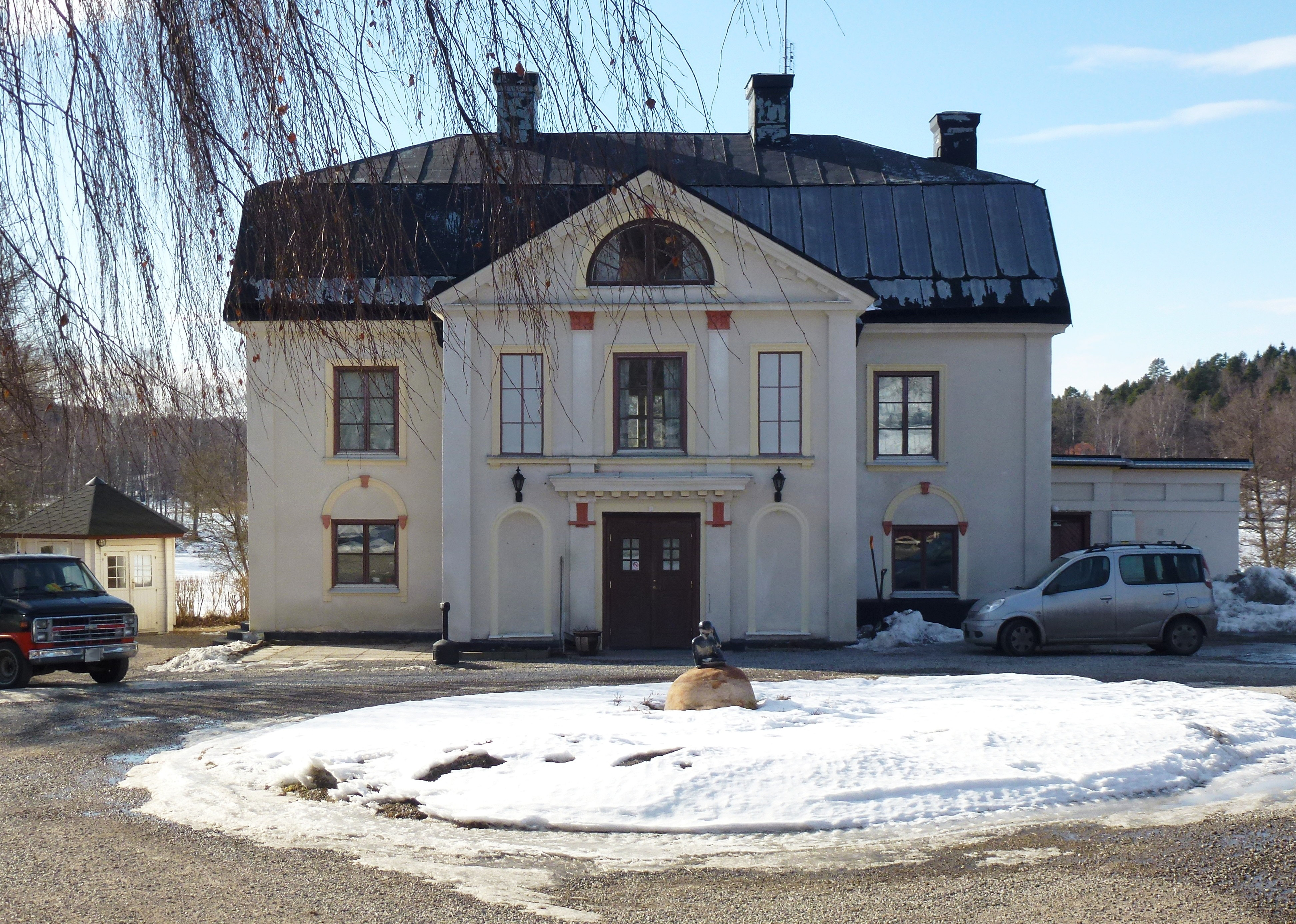
Huvudbyggnad fasad mot öst
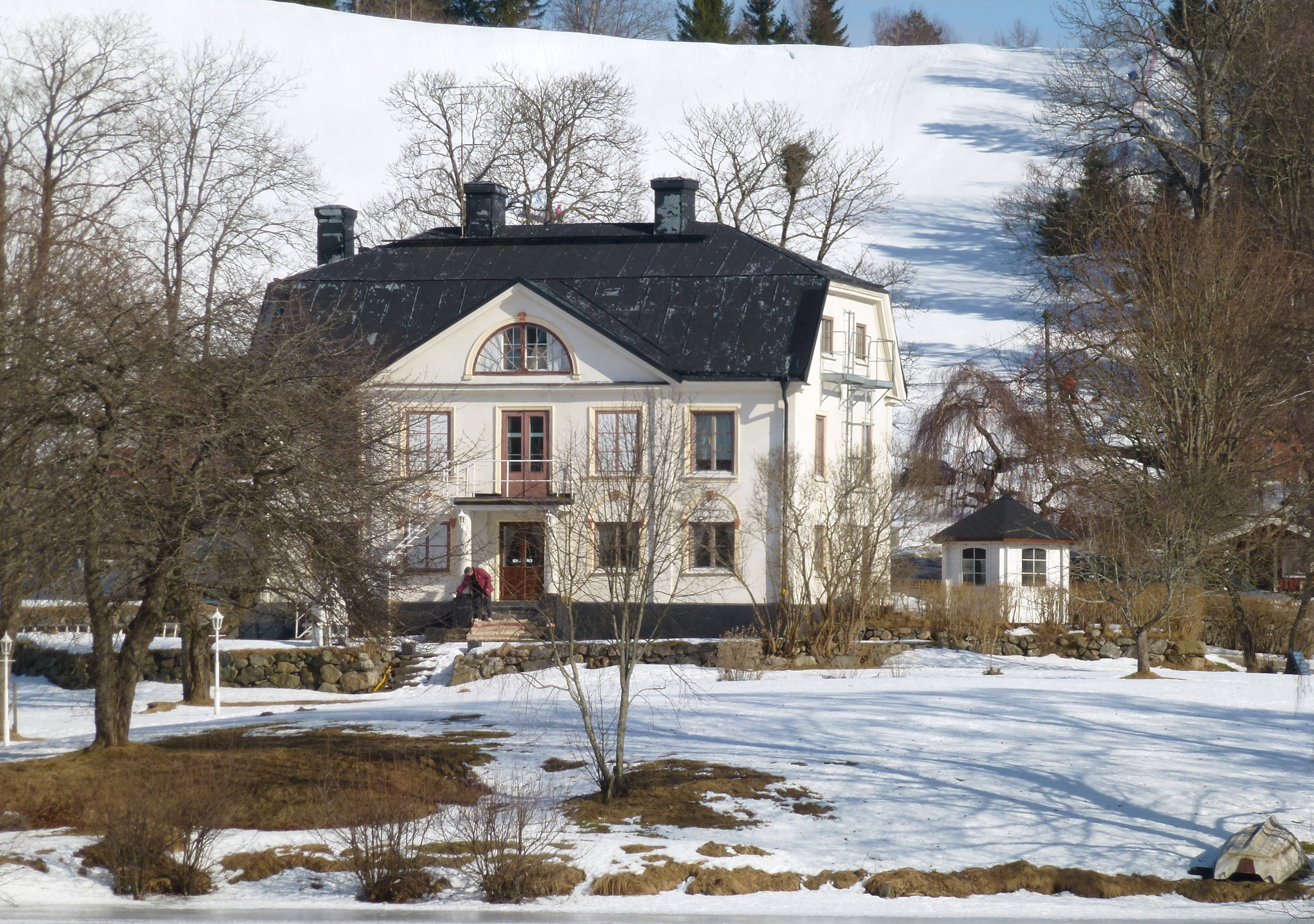
Huvudbyggnad fasad mot väst
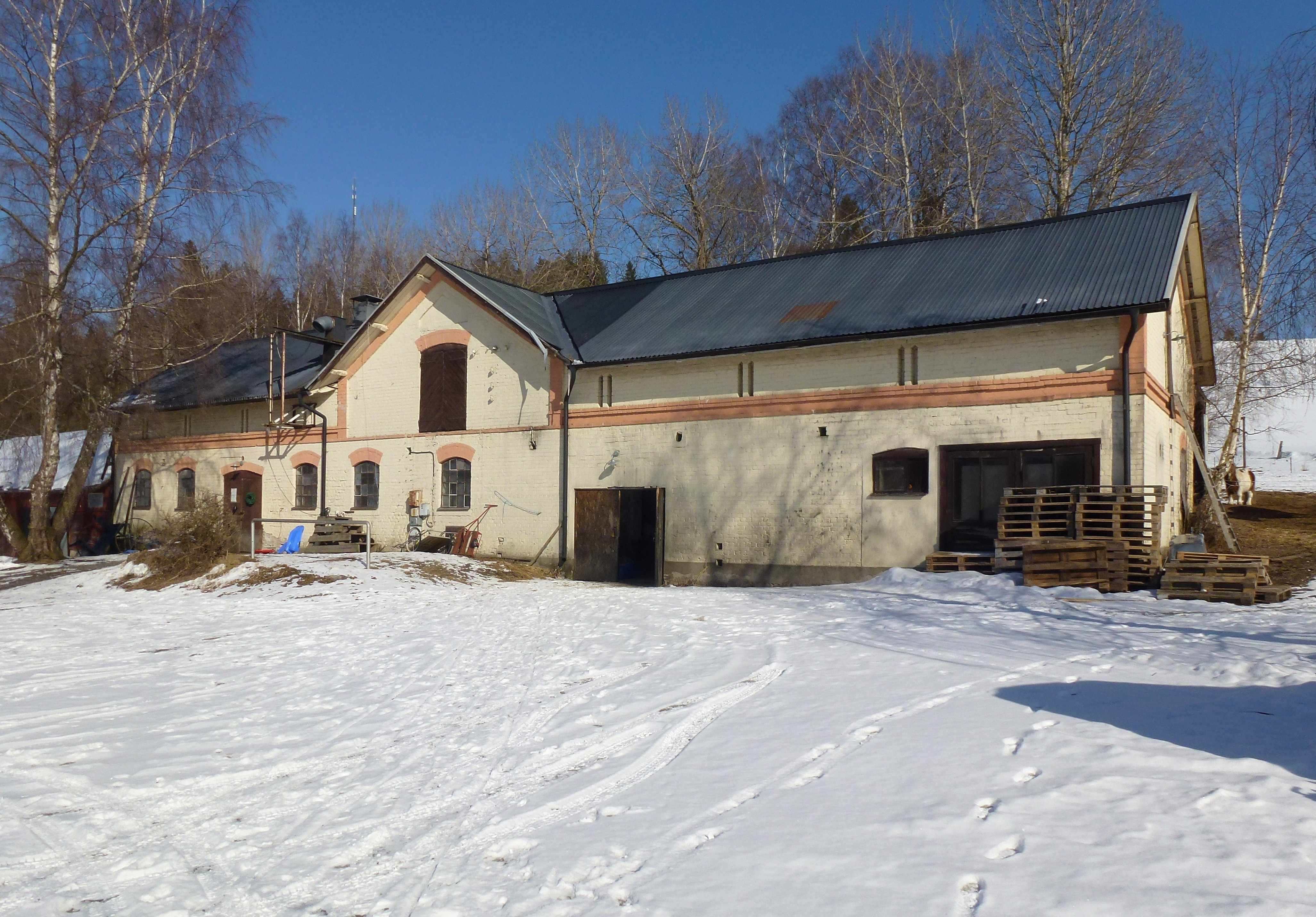
Stallet av kalksandsten